# Morderstwo Polly Klaas
Polly Hannah Klaas (ur. 3 stycznia 1981, zm. 1 października 1993) – ofiara amerykańskiego morderstwa, która zyskała narodową uwagę. Mając 12 lat, 1 października 1993, została porwana przez nożownika podczas przyjęcia w domu swojej matki w Petalumie w Kalifornii, a następnie uduszona. Richard Allen Davis został skazany za morderstwo w 1996 roku i skazany na śmierć.

## Winona Ryder
Aktorka Winona Ryder, wychowana w Petalumie, zaoferowała nagrodę w wysokości 200 000 $ za bezpieczny powrót Klaas do domu w trakcie jej poszukiwań. Po śmierci Ryder wystąpiła w Małych kobietkach, dedykując tę rolę Klaas, ponieważ książka, na bazie której powstał film, była ulubioną powieścią dziewczynki.

## Media
Sprawa ta pojawiła się w programie Motives & Murder: Cracking the Case: Who Took Polly Klaas? (sezon 3, odcinek 2, 2014).